# Speedcubing-Weltmeisterschaften 2025
Die Speedcubing-Weltmeisterschaften 2025 wurden vom 3. bis 6. Juli 2025 in Seattle, USA ausgetragen. Die Veranstaltung wurde von der World Cube Association und CubingUSA organisiert und fand im Seattle Convention Center mit 1864 Teilnehmern statt. Es wurden Preisgelder in Höhe von 36.750 $ vergeben, 5000 $ für den 1. Platz der Hauptdisziplin 3×3×3, 2500 $ für den 2. und 1.250 $ für den 3. Platz. Bei anderen Disziplinen wurden 1000 $ für den 1., 500 $ für den 2. und 250 $ für den 3. Platz vergeben. In der Hauptdisziplin gewann Yiheng Wang mit 4,23 Sekunden Durchschnittszeit. Tymon Kolasiński stellte mit 34,41 Sekunden einen Weltrekord im 5×5×5-Durchschnitt auf.

## Ergebnisse
Die Sieger der einzelnen Disziplinen sind die folgenden:

### 3×3×3
| Platz | Teilnehmer       | Durchschnittszeit in Sekunden | Zeiten aller Lösungsversuche in Sekunden | Zeiten aller Lösungsversuche in Sekunden | Zeiten aller Lösungsversuche in Sekunden | Zeiten aller Lösungsversuche in Sekunden | Zeiten aller Lösungsversuche in Sekunden |
| ----- | ---------------- | ----------------------------- | ---------------------------------------- | ---------------------------------------- | ---------------------------------------- | ---------------------------------------- | ---------------------------------------- |
| 1.    | Yiheng Wang      | 4,23                          | 5,45                                     | 3,80                                     | 4,31                                     | 3,94                                     | 4,43                                     |
| 2.    | Xuanyi Geng      | 4,49                          | 4,94                                     | 4,30                                     | 4,24                                     | 3,95                                     | 5,10                                     |
| 3.    | Tymon Kolasiński | 4,98                          | 4,61                                     | 4,89                                     | 5,31                                     | 4,74                                     | 5,80                                     |

### 2×2×2
| Platz | Teilnehmer   | Durchschnittszeit in Sekunden | Zeiten aller Lösungsversuche in Sekunden | Zeiten aller Lösungsversuche in Sekunden | Zeiten aller Lösungsversuche in Sekunden | Zeiten aller Lösungsversuche in Sekunden | Zeiten aller Lösungsversuche in Sekunden |
| ----- | ------------ | ----------------------------- | ---------------------------------------- | ---------------------------------------- | ---------------------------------------- | ---------------------------------------- | ---------------------------------------- |
| 1.    | Sujan Feist  | 1,17                          | 0,94                                     | 1,42                                     | 1,72                                     | 0,81                                     | 1,16                                     |
| 2.    | Yiheng Wang  | 1,19                          | 1,19                                     | 1,56                                     | 1,02                                     | 1,34                                     | 1,04                                     |
| 3.    | Zayn Khanani | 1,20                          | 1,26                                     | 1,15                                     | 1,20                                     | 1,36                                     | 0,96                                     |

### 4×4×4
| Platz | Teilnehmer       | Durchschnittszeit in Sekunden | Zeiten aller Lösungsversuche in Sekunden | Zeiten aller Lösungsversuche in Sekunden | Zeiten aller Lösungsversuche in Sekunden | Zeiten aller Lösungsversuche in Sekunden | Zeiten aller Lösungsversuche in Sekunden |
| ----- | ---------------- | ----------------------------- | ---------------------------------------- | ---------------------------------------- | ---------------------------------------- | ---------------------------------------- | ---------------------------------------- |
| 1.    | Sebastian Weyer  | 20,29                         | 20,27                                    | 20,12                                    | 28,54                                    | 20,47                                    | 18,51                                    |
| 2.    | Timofei Trasenko | 20,40                         | 19,40                                    | 18,84                                    | 19,56                                    | 22,23                                    | 25,16                                    |
| 3.    | Tymon Kolasiński | 21,38                         | 21,50                                    | 20,66                                    | 20,96                                    | 22,72                                    | 21,69                                    |

### 5×5×5
| Platz | Teilnehmer       | Durchschnittszeit in Sekunden | Zeiten aller Lösungsversuche in Sekunden | Zeiten aller Lösungsversuche in Sekunden | Zeiten aller Lösungsversuche in Sekunden | Zeiten aller Lösungsversuche in Sekunden | Zeiten aller Lösungsversuche in Sekunden |
| ----- | ---------------- | ----------------------------- | ---------------------------------------- | ---------------------------------------- | ---------------------------------------- | ---------------------------------------- | ---------------------------------------- |
| 1.    | Tymon Kolasiński | 34,31                         | 36,46                                    | 36,67                                    | 31,67                                    | 33,11                                    | 33,36                                    |
| 2.    | Max Park         | 36,37                         | 39,29                                    | 35,71                                    | 36,90                                    | 36,49                                    | 34,67                                    |
| 3.    | Kai-Wen Wang     | 40,43                         | 42,20                                    | 40,86                                    | 38,24                                    | 36,35                                    | 47,77                                    |

### 6×6×6
| Platz | Teilnehmer       | Durchschnittszeit in Minuten:Sekunden | Zeiten aller Lösungsversuche in Minuten:Sekunden | Zeiten aller Lösungsversuche in Minuten:Sekunden | Zeiten aller Lösungsversuche in Minuten:Sekunden |
| ----- | ---------------- | ------------------------------------- | ------------------------------------------------ | ------------------------------------------------ | ------------------------------------------------ |
| 1.    | Max Park         | 1:11,92                               | 1:13,27                                          | 1:11,71                                          | 1:10,78                                          |
| 2.    | Tymon Kolasiński | 1:12,86                               | 1:15,52                                          | 1:10,37                                          | 1:12,68                                          |
| 3.    | Henry Lichner    | 1:14,09                               | 1:11,88                                          | 1:16,84                                          | 1:13,56                                          |

### 7×7×7
| Platz | Teilnehmer       | Durchschnittszeit in Minuten:Sekunden | Zeiten aller Lösungsversuche in Minuten:Sekunden | Zeiten aller Lösungsversuche in Minuten:Sekunden | Zeiten aller Lösungsversuche in Minuten:Sekunden |
| ----- | ---------------- | ------------------------------------- | ------------------------------------------------ | ------------------------------------------------ | ------------------------------------------------ |
| 1.    | Max Park         | 1:43,23                               | 1:43,69                                          | 1:43,02                                          | 1:42,98                                          |
| 2.    | Tymon Kolasiński | 1:48,56                               | 1:42,37                                          | 1:52,04                                          | 1:51,26                                          |
| 3.    | Lim Hung         | 1:48,59                               | 1:50,60                                          | 1:49,73                                          | 1:45,45                                          |

### 3×3×3blind
| Platz | Teilnehmer     | Durchschnittszeit in Sekunden | Zeiten aller Lösungsversuche in Sekunden | Zeiten aller Lösungsversuche in Sekunden | Zeiten aller Lösungsversuche in Sekunden |
| ----- | -------------- | ----------------------------- | ---------------------------------------- | ---------------------------------------- | ---------------------------------------- |
| 1.    | Charlie Eggins | DNF                           | 16,62                                    | DNF                                      | 14,43                                    |
| 2.    | Tommy Cherry   | DNF                           | DNF                                      | DNF                                      | 14,64                                    |
| 3.    | Manuel Gutman  | DNF                           | 16,87                                    | DNF                                      | 15,24                                    |

### 3×3×3Fewest Moves
| Platz | Teilnehmer          | Durchschnitt | Alle Lösungsversuche | Alle Lösungsversuche | Alle Lösungsversuche |
| ----- | ------------------- | ------------ | -------------------- | -------------------- | -------------------- |
| 1.    | Levi Gibson         | 20,33        | 20                   | 21                   | 20                   |
| 2.    | Adrien Neveu        | 21,00        | 22                   | 21                   | 20                   |
| 3.    | Wojciech Rogoziński | 21,67        | 22                   | 21                   | 22                   |

### 3×3×3einhändig
| Platz | Teilnehmer    | Durchschnittszeit in Sekunden | Zeiten aller Lösungsversuche in Sekunden | Zeiten aller Lösungsversuche in Sekunden | Zeiten aller Lösungsversuche in Sekunden | Zeiten aller Lösungsversuche in Sekunden | Zeiten aller Lösungsversuche in Sekunden |
| ----- | ------------- | ----------------------------- | ---------------------------------------- | ---------------------------------------- | ---------------------------------------- | ---------------------------------------- | ---------------------------------------- |
| 1.    | Neo Cuares    | 8,66                          | 6,96                                     | 8,38                                     | 8,74                                     | 8,87                                     | 10,41                                    |
| 2.    | Max Park      | 9,06                          | 9,33                                     | 8,75                                     | 9,10                                     | 9,46                                     | 7,11                                     |
| 3.    | Jasper Murray | 9,15                          | 8,22                                     | 8,17                                     | 9,60                                     | 13,88                                    | 9,63                                     |

### Clock
| Platz | Teilnehmer              | Durchschnittszeit in Sekunden | Zeiten aller Lösungsversuche in Sekunden | Zeiten aller Lösungsversuche in Sekunden | Zeiten aller Lösungsversuche in Sekunden | Zeiten aller Lösungsversuche in Sekunden | Zeiten aller Lösungsversuche in Sekunden |
| ----- | ----------------------- | ----------------------------- | ---------------------------------------- | ---------------------------------------- | ---------------------------------------- | ---------------------------------------- | ---------------------------------------- |
| 1.    | Antoni Stojek           | 2,84                          | 2,66                                     | 3,14                                     | 3,96                                     | 2,73                                     | 2,54                                     |
| 2.    | Brendyn Dunagan         | 2,86                          | 2,48                                     | 2,48                                     | 2,86                                     | 3,90                                     | 3,23                                     |
| 3.    | Volodymyr Kapustianskyi | 3,03                          | 3,37                                     | 5,71                                     | 2,36                                     | 2,69                                     | 3,02                                     |

### Megaminx
| Platz | Teilnehmer           | Durchschnittszeit in Sekunden | Zeiten aller Lösungsversuche in Sekunden | Zeiten aller Lösungsversuche in Sekunden | Zeiten aller Lösungsversuche in Sekunden | Zeiten aller Lösungsversuche in Sekunden | Zeiten aller Lösungsversuche in Sekunden |
| ----- | -------------------- | ----------------------------- | ---------------------------------------- | ---------------------------------------- | ---------------------------------------- | ---------------------------------------- | ---------------------------------------- |
| 1.    | Leandro Martín López | 26,31                         | 27,85                                    | 26,27                                    | 24,91                                    | 26,05                                    | 26,61                                    |
| 2.    | Timofei Tarasenko    | 27,40                         | 27,90                                    | 25,18                                    | 31,94                                    | 29,12                                    | 24,96                                    |
| 3.    | Heewon Seo           | 29.93                         | 33.64                                    | 30.59                                    | 26.64                                    | 31.28                                    | 27.92                                    |

### Pyraminx
| Platz | Teilnehmer      | Durchschnittszeit in Sekunden | Zeiten aller Lösungsversuche in Sekunden | Zeiten aller Lösungsversuche in Sekunden | Zeiten aller Lösungsversuche in Sekunden | Zeiten aller Lösungsversuche in Sekunden | Zeiten aller Lösungsversuche in Sekunden |
| ----- | --------------- | ----------------------------- | ---------------------------------------- | ---------------------------------------- | ---------------------------------------- | ---------------------------------------- | ---------------------------------------- |
| 1.    | Ezra Shere      | 1,71                          | 1,82                                     | 3,92                                     | 1,56                                     | 1,46                                     | 1,74                                     |
| 2.    | Michael Nielsen | 2,01                          | 2,19                                     | 1,98                                     | 1,25                                     | 1,85                                     | 2,33                                     |
| 3.    | Jonathan Plug   | 2,04                          | 3,70                                     | 1,85                                     | 1,38                                     | 1,57                                     | 2,70                                     |

### Skewb
| Platz | Teilnehmer       | Durchschnittszeit in Sekunden | Zeiten aller Lösungsversuche in Sekunden | Zeiten aller Lösungsversuche in Sekunden | Zeiten aller Lösungsversuche in Sekunden | Zeiten aller Lösungsversuche in Sekunden | Zeiten aller Lösungsversuche in Sekunden |
| ----- | ---------------- | ----------------------------- | ---------------------------------------- | ---------------------------------------- | ---------------------------------------- | ---------------------------------------- | ---------------------------------------- |
| 1.    | Ignacy Samselski | 1,64                          | 1,82                                     | 1,44                                     | 1,76                                     | 1,53                                     | 1,64                                     |
| 2.    | Dominic Redisi   | 1,64                          | 2,48                                     | 1,31                                     | 2,00                                     | 1,64                                     | 1,38                                     |
| 3.    | Zayn Khanani     | 1,72                          | 1,74                                     | 1,67                                     | 1,76                                     | 2,21                                     | 1,63                                     |

### Square-1
| Platz | Teilnehmer      | Durchschnittszeit in Sekunden | Zeiten aller Lösungsversuche in Sekunden | Zeiten aller Lösungsversuche in Sekunden | Zeiten aller Lösungsversuche in Sekunden | Zeiten aller Lösungsversuche in Sekunden | Zeiten aller Lösungsversuche in Sekunden |
| ----- | --------------- | ----------------------------- | ---------------------------------------- | ---------------------------------------- | ---------------------------------------- | ---------------------------------------- | ---------------------------------------- |
| 1.    | Sameer Aggarwal | 5,01                          | 5,69                                     | 4,83                                     | 4,82                                     | 5,38                                     | 3,63                                     |
| 2.    | Hassan Khanani  | 5,39                          | 5,03                                     | 8,09                                     | 4,96                                     | 6,02                                     | 5,13                                     |
| 3.    | Brendyn Dunagan | 5,80                          | 5,91                                     | 5,93                                     | 5,40                                     | 5,57                                     | 6,91                                     |

### 4×4×4 blind
| Platz | Teilnehmer     | Durchschnitt in Minuten:Sekunden | Zeiten aller Lösungsversuche in Minuten:Sekunden | Zeiten aller Lösungsversuche in Minuten:Sekunden | Zeiten aller Lösungsversuche in Minuten:Sekunden |
| ----- | -------------- | -------------------------------- | ------------------------------------------------ | ------------------------------------------------ | ------------------------------------------------ |
| 1.    | Stanley Chapel | 1:02,32                          | 59,76                                            | 1:05,61                                          | 1:01,58                                          |
| 2.    | Ryan Eckersley | DNF                              | 1:29,05                                          | DNF                                              | 1:46,14                                          |
| 3.    | Simon Praschl  | DNF                              | DNF                                              | 1:31,28                                          | DNF                                              |

### 5×5×5 blind
| Platz | Teilnehmer     | Durchschnitt | Zeiten aller Lösungsversuche in Minuten:Sekunden | Zeiten aller Lösungsversuche in Minuten:Sekunden | Zeiten aller Lösungsversuche in Minuten:Sekunden |
| ----- | -------------- | ------------ | ------------------------------------------------ | ------------------------------------------------ | ------------------------------------------------ |
| 1.    | Stanley Chapel | DNF          | DNF                                              | DNF                                              | 2:13,74                                          |
| 2.    | Simon Praschl  | DNF          | 4:02,12                                          | 2:57,34                                          | DNF                                              |
| 3.    | Manuel Gutman  | DNF          | DNF                                              | DNF                                              | 3:17,44                                          |

### 3x3x3Multi-Blind
| Platz | Teilnehmer       | Ergebnisse aller Lösungsversuche (Zeit in Stunden:Minuten:Sekunden) | Ergebnisse aller Lösungsversuche (Zeit in Stunden:Minuten:Sekunden) |
| ----- | ---------------- | ------------------------------------------------------------------- | ------------------------------------------------------------------- |
| 1.    | Andrew Tao       | 52/55 59:52                                                         | 40/57 1:00:00                                                       |
| 2.    | James Macdiarmid | 49/54 1:00:02                                                       | DNF                                                                 |
| 3.    | Joshua Gao       | 46/51 59:27                                                         | 36/52 1:00:02                                                       |